# 坂本兌候
坂本 兌候（さかもと だこう、生没年不詳）とは、江戸時代の浮世絵師。

## 来歴
師系・経歴は一切不明。『浮世絵師便覧』に「坂本氏、江戸の人、宝暦十年（1760年）絵本蓬莱ちごあそびあり」とあるのみで、「蓬莱ちごあそび」についても現存するのかどうか定かではない。